# Vicente Zarazúa
Vicente Zarazúa (* 27. August 1944) ist ein ehemaliger mexikanischer Tennisspieler.

## Erfolge
Vicente Zarazúa stand 1965 dreimal in einem Hauptfeld bei einem Grand-Slam-Turnier, scheiterte aber jedes Mal in der Auftaktrunde. Bei den Olympischen Spielen 1968 in Mexiko-Stadt wurden im Tennis ein Demonstrationswettbewerb und ein Exhibitionwettbewerb ausgetragen. In beiden gewann Zarazúa mit Rafael Osuna in der Doppelkonkurrenz die Goldmedaille. Bei Panamerikanischen Spielen sicherte er sich 1963 im Doppel mit Juan Arredondo die Silbermedaille. Bereits ein Jahr zuvor hatten die beiden im Doppel bei den Zentralamerika- und Karibikspielen 1962 die Goldmedaille gewonnen. 1966 folgten bei den Zentralamerika- und Karibikspielen der Gewinn der Bronzemedaille im Einzel sowie der Goldmedaille im Mixed mit Elena Subirats.
Von 1964 bis 1975 absolvierte Zarazúa 16 Begegnungen für die mexikanische Davis-Cup-Mannschaft. Er gewann zwei seiner acht Einzelpartien, im Doppel schaffte er eine Bilanz von 12:3-Siegen.
Er ist der Großonkel der Tennisspielerin Renata Zarazúa.